# Guča Gora
Pour l’article homonyme, voir Guča.
Guča Gora (en cyrillique : Гуча Гора) est un village de Bosnie-Herzégovine. Il est situé dans la municipalité de Travnik, dans le canton de Bosnie centrale et dans la fédération de Bosnie-et-Herzégovine. Selon les premiers résultats du recensement bosnien de 2013, il compte 582 habitants.

## Histoire
Le couvent franciscain de Guča Gora, fondé en 1859 et dédié à saint François d'Assise, est inscrit sur la liste provisoire des monuments nationaux de Bosnie-Herzégovine.

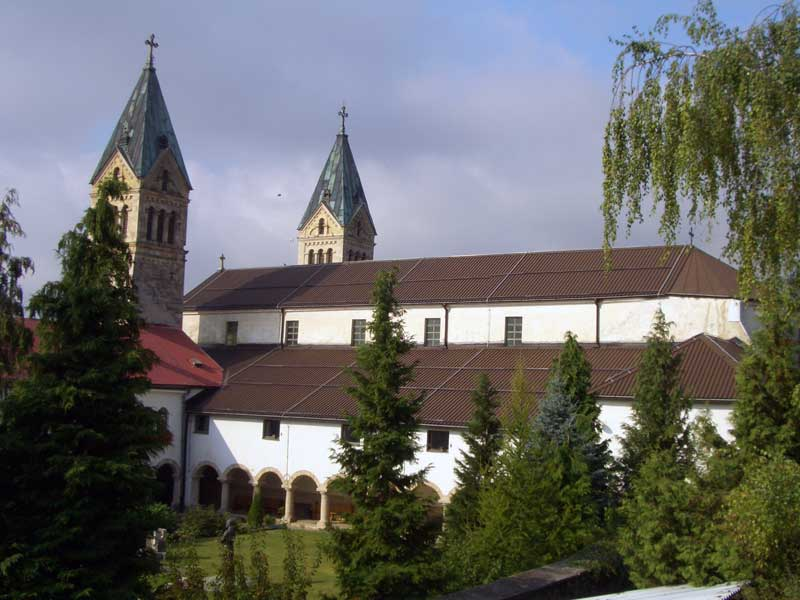
Le cloître du couvent

Le cimetière de Guča Gora est lui aussi inscrit sur cette liste.

## Démographie

### Évolution historique de la population dans la localité
| 1948 | 1953 | 1961 | 1971 | 1981 | 1991 | 2013 |
| ---- | ---- | ---- | ---- | ---- | ---- | ---- |
| -    | -    | 816  | 937  | 882  | 847  | 582  |

|  |

### Communauté locale
En 1991, la communauté locale de Guča Gora comptait 2 075 habitants, répartis de la manière suivante :